# Oskarshamn (stacja kolejowa)
Oskarshamn (szwedzki: Oskarshamns järnvägsstation) – stacja kolejowa w Oskarshamn, w regionie Kalmar, w Szwecji. Budynek został wzniesiony w 1906 roku w stylu renesansu nordyckiego. Architektura budynku jest również opisywana jako mieszanina funkcjonalizmu, secesji i romantyzmu narodowego. Budynek dworca położony jest blisko portu i terminala promowego, obsługującego ruch na Gotlandię.

## Historia
Linia kolejowa Oskarshamn-Nässjö została ukończona w 1874 roku po pięciu latach budowy. W tym samym roku, zbudowano oryginalny drewniany budynek dworca. W 1902 w Hultsfred zbudowano nowy budynek dworca. Spowodowało to, że władze w Oskarshamn postanowiły zbudować nowy, reprezentacyjny dworzec. Architektem dworca został Georg A. Nilsson. Nowy i bardziej imponujący budynek został zbudowany w stylu renesansu nordyckiego i otwarto go 5 grudnia 1906.

## Linie kolejowe
- Berga – Oskarshamn